# Die Grablegung Christi (Michelangelo)
Die Grablegung Christi ist eines der wenigen erhaltenen Tafelbilder von Michelangelo Buonarroti, und hängt seit 1866 in der National Gallery in London.

## Herkunft
Das Bild ist wahrscheinlich ein unvollendetes Altarbild, welches Michelangelo für die Kirche Sant’Agostino in Rom malte. Das Bild gelangte vermutlich in die römische Sammlung Farnese, wo es sich 1649 noch immer befand, bevor es durch verschiedene römische Sammlungen ging. Gegen 1846 gelangte es in die Sammlung von Robert Macpherson und 1868 in die National Gallery in London.

## Zuschreibung
Nach seiner Entdeckung durch die Fachwelt wurde für das Bild 1864 von Cornelis und Friedrich Overbeck die Autorenschaft von Michelangelo vorgeschlagen. Diese Zuschreibung wurde von einem Teil ihrer Kollegen übernommen, während andere sie ablehnten. Die Ablehnung wurde meist damit begründet, dass das Bild, dessen Entstehung man um 1510 / 11 ansetzte, nicht chronologisch zwischen das sogenannte Tondo Doni und die Ausmalung der Sixtinischen Kapelle passen würde. Gleichzeitig erkannte man aber auch die hohe Qualität des Bildes an, so dass man es später dem sogenannten Meister der Manchester-Madonna zuwies, wobei man immerhin eine erhebliche Mitarbeit durch Michelangelo selbst anerkannte.
Erst später erkannte man, dass die Tafel ein gutes Jahrzehnt älter sein müsse als bisher angenommen. Anlässlich einer kleinen Ausstellung über den jungen Michelangelo, die 1994 / 95 von der Londoner National Gallery veranstaltet wurde, wurde das Bild einer eingehenden wissenschaftlichen Untersuchung unterzogen. Dabei verfestigte sich die Ansicht der Experten, dass es sich tatsächlich um eine Arbeit von Michelangelo handeln müsse und identifizierte es mit der Tafel für Sant’Agostino. Bestätigt wird diese Zuschreibung durch zwei frühe Zeichnungen in Paris (Louvre: Kniendes nacktes Mädchen und Stehender männlicher Akt). Spätere Zeichnungen, die ebenfalls die Grablegung Christi thematisieren, zeigen ähnlich gruppierte Figurengruppen.

## Inhalt
Das Bild zeigt den Leichnam Christi, der rechts und links von den Heiligen Johannes der Evangelist und Nikodemus flankiert wird. Gestützt wird er durch den unfertigen Joseph von Arimathäa. Rechts neben Nikodemus sieht man Maria Magdalena und links im Vordergrund eine unbekannte Heilige, die als Maria Salome identifiziert werden könnte. Rechts im Vordergrund, nur in Umrissen zu erkennen, befindet sich die Jungfrau Maria.